# Erica frigida
Erica frigida är en ljungväxtart som beskrevs av Harry Bolus. Erica frigida ingår i släktet klockljungssläktet, och familjen ljungväxter. Inga underarter finns listade i Catalogue of Life.